# 三角港

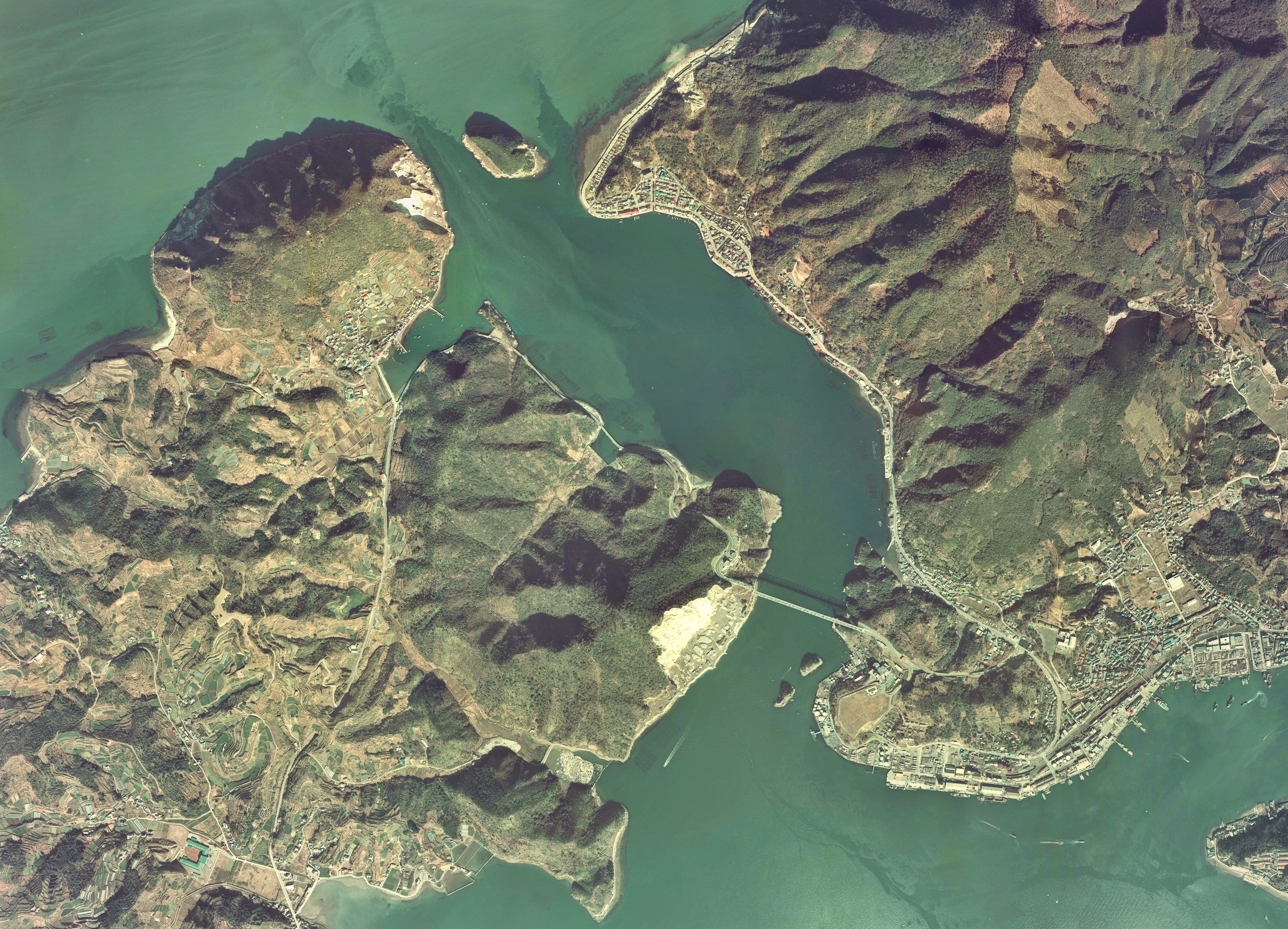
三角ノ瀬戸、三角港付近の空中写真。1974年撮影の6枚を合成作成。
。

三角港（みすみこう）は、熊本県宇城市三角町にある港湾である。港湾管理者は熊本県。港湾法上の重要港湾、港則法上の特定港に指定されている。西港（旧港）と東港に分かれているが、西港は、世界遺産「明治日本の産業革命遺産 製鉄・製鋼、造船、石炭産業」の構成資産のひとつである。

## 歴史

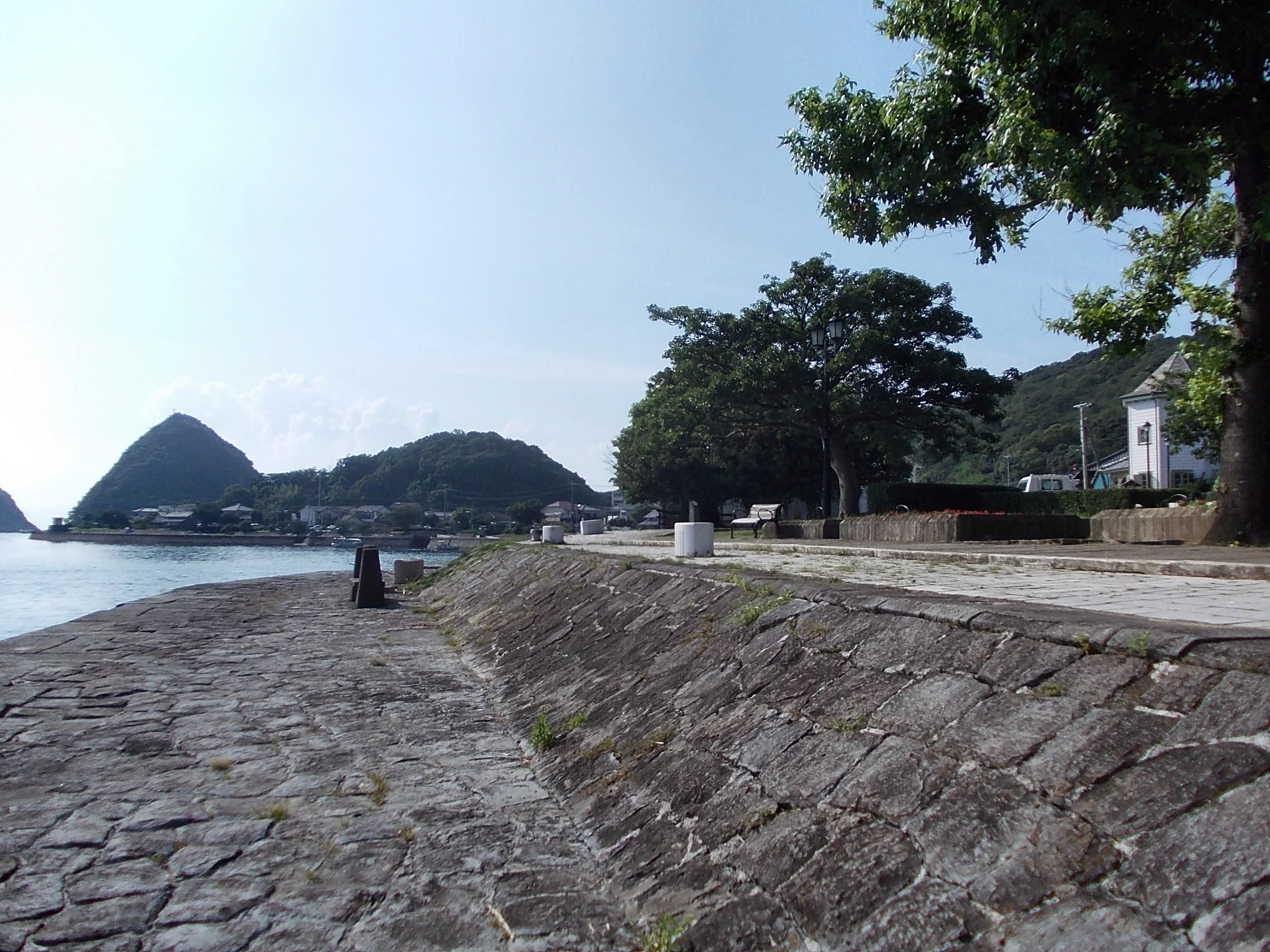
三角西港の埠頭。明治の築港時の石積み埠頭が現存する。

三角港は西港と東港に分かれており、1884年（明治17年）に西港の築港工事に着手、1887年（明治20年）に竣工した。近代的港湾としては、日本でも最古にあたる。三角西港の建設には国費が投じられ、宮城県の野蒜築港、福井県の三国港とともに明治の三大築港と呼ばれる。1899年（明治32年）8月4日に関税法上の開港に指定された。

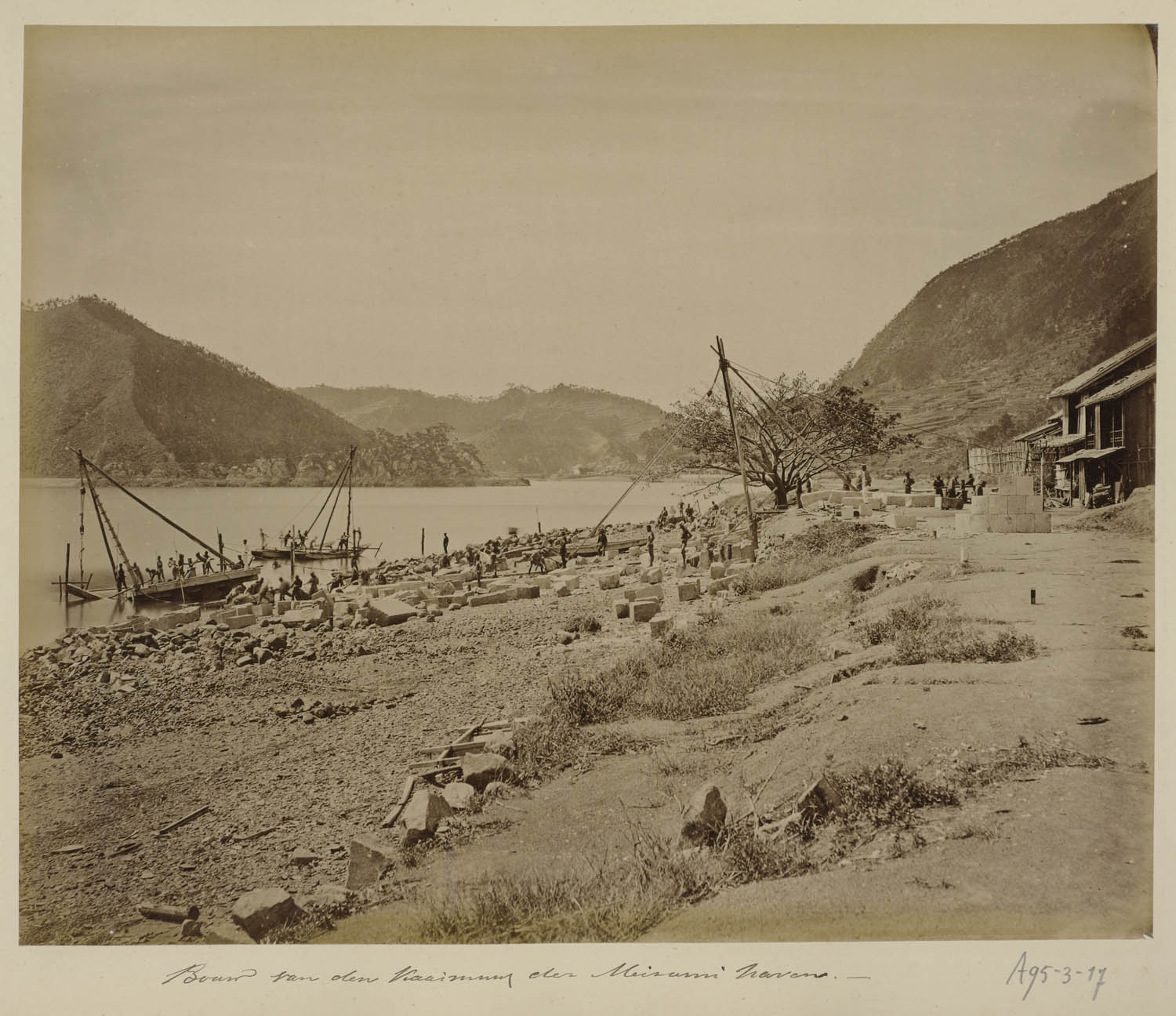
三角での築港の様子。

1880年（明治13年）、熊本県は坪井川河口の百貫港（現在の熊本市小島・百貫石周辺）を候補地をして内務省に貿易港の建設を申請した。翌年熊本に派遣されたオランダ人水理工師ローウェンホルスト・ムルデルは調査の結果、宇土半島先端のこの地（西港）が百貫港よりも優れた天然の良港であるとして築港を進言。その設計指導の下、1884年から3年の歳月をかけて築港され、かつ町全体に海水を導入して浮町とするために石積み水路が設けられた（地元では水道と呼ばれた）。水路のために町は三区に分かれ、北部から西港一区、二区、三区と呼ばれた。石積み水路は完成したものの、海水が全ての水路まで届かず本来の機能を発揮できなかった。工事は全てを切り出した石材で港を構築した。
西港は、埠頭や排水河川、橋などが造られたほか、海沿いには海運倉庫が建ち並び、背後に旅館など洋風の建物からなる街並も造られて繁栄した。昭和初期まで西港には、裁判所、商船学校（旧郡役所）、水産試験場、警察署長官舎、海上保安庁の船舶停泊施設などがあった。昭和初期から中期にかけて、旧郡役所から裁判所に至る通りは桜並木があり、桜の大木が連なって見事な景観であった。今はその面影はない。
西港周辺は背後に山が迫り敷地の拡張に難があることから、やがて東港が整備されるようになり、更に1899年（明治32年）に開通した九州鉄道の三角線も東港へ通じる路線であったため、西港は急速に廃れ、物流や人口は東港へと移動していった。
1949年（昭和24年）5月30日、昭和天皇の戦後巡幸があり、三角駅に到着した昭和天皇が九州商船のお召船（北松丸）で本渡港へ渡った。出港時には、停泊中の諸船が汽笛を鳴らして見送った。
1951年（昭和26年）には重要港湾に指定され、1964年（昭和39年）に三角と島原を結ぶフェリーが就航し、1971年（昭和46年）-9m岸壁が1バース延伸されて、ますます機能が充実した。
しかし、1966年（昭和41年）に天草五橋が開通して九州本土と天草諸島とが自動車で往来できるようになり、天草への貨物・客船航路は次第に廃止されていった。また、八代港、熊本港等の他の港の機能整備が進展したことにより、人流・物流が分散した。2006年（平成18年）には三角島原フェリーも廃止されたが、2009年（平成21年4月1日）より、本渡港-前島（上天草市松島）-三角港間に高速船「天草宝島ライン」が就航した。
一方、早くに東港に機能が移ってしまったため、西港は石積みの埠頭や水路・橋など当時の施設がほぼ原形のまま残っている全国唯一の港湾史跡として高く評価されている。1987年（昭和62年）に港湾整備事業の指定を受けた。点在していた民家も区画整理で地元を離れ、現在、熊本県は宇城市と協力し、西港の港湾遺跡の保存を柱に周辺の整備や当時の建造物の復元などに取り組んでいる。2001年（平成13年）には土木学会選奨土木遺産の、2002年（平成14年）には国の重要文化財の指定を受けた。2009年（平成21年）に九州・山口の近代化産業遺産群の一つとして世界遺産暫定リストに追加掲載され、2015年に正式登録された。また、三角浦の文化的景観として重要文化的景観にも選定されている。

## 周辺
西港（旧港）

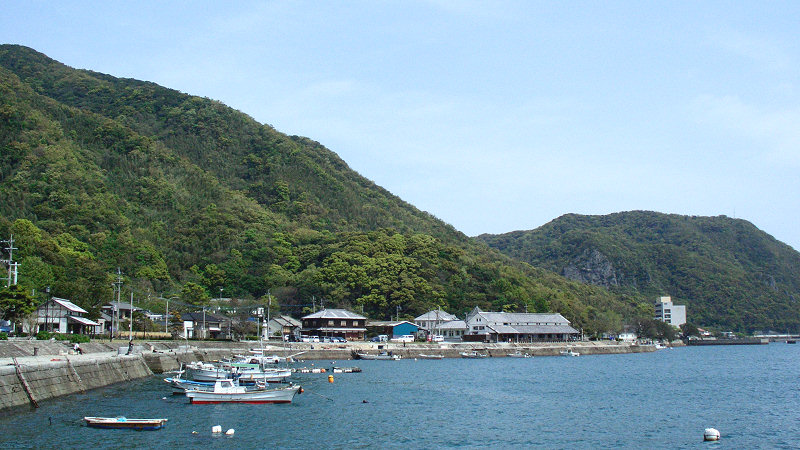
三角西港遠景。

狭い三角ノ瀬戸を挟んで天草諸島の大矢野島と向き合う。
周辺は山が海にせり出しているため平地はほとんどない。
一区には天然の鉱泉が今も湧き出ている。
明治時代の横浜港や佐世保港に見立ててNHKスペシャルドラマ『坂の上の雲』のロケが行われた。『にっぽん縦断 こころ旅』（591日目）でも紹介された。
- 九州海技学院 - 1902年（明治35年）に宇土郡役所として建設された擬洋風建築。2014年（平成26年）3月までは全国で唯一の自治体経営である海技学院として使われていた。同年4月以降、民間企業の日本海洋資格センター（当時 JEIS西日本）が事業を継続し、同社の施設となっている。
- 法の館 - かつて簡易裁判所だった和風建築。1890年（明治23年）に開庁し、後に現在地に移築された。1995年（平成7年）に法廷の仕組みを紹介する施設として活用されている。
- 浦島屋 - 明治中頃に存在していた旅館。木造2階建ての洋館。西港のメイン。1893年（明治26年）に小泉八雲（ラフカディオ・ハーン）が滞在し「夏の日の夢」という紀行文を残した。港湾環境整備事業により1992年（平成4年）に建物の一部が復元され、休憩所・カフェ・展示場などとして活用されている。
- 龍驤館 - 明治天皇の即位50周年を記念して宇土郡教育会が建てた木造平屋建ての洋館。現在はイベントや展示場として使われている。
- 三角築港記念館 - 荷役倉庫として使われていた土蔵造りの建物。1999年（平成11年）に洋風レストランとして改装された。
- 旧高田回漕店 - 旅客・貨物輸送の取次をした廻船問屋。築港当時の面影を残す港湾施設として1999年（平成11年）に修復された。
- ムルドルハウス - 洋風の物産館。伝統工芸品や海産物などの特産品を販売している。なお、ムルドルは三角港を設計したお雇い外国人技師の名前である。

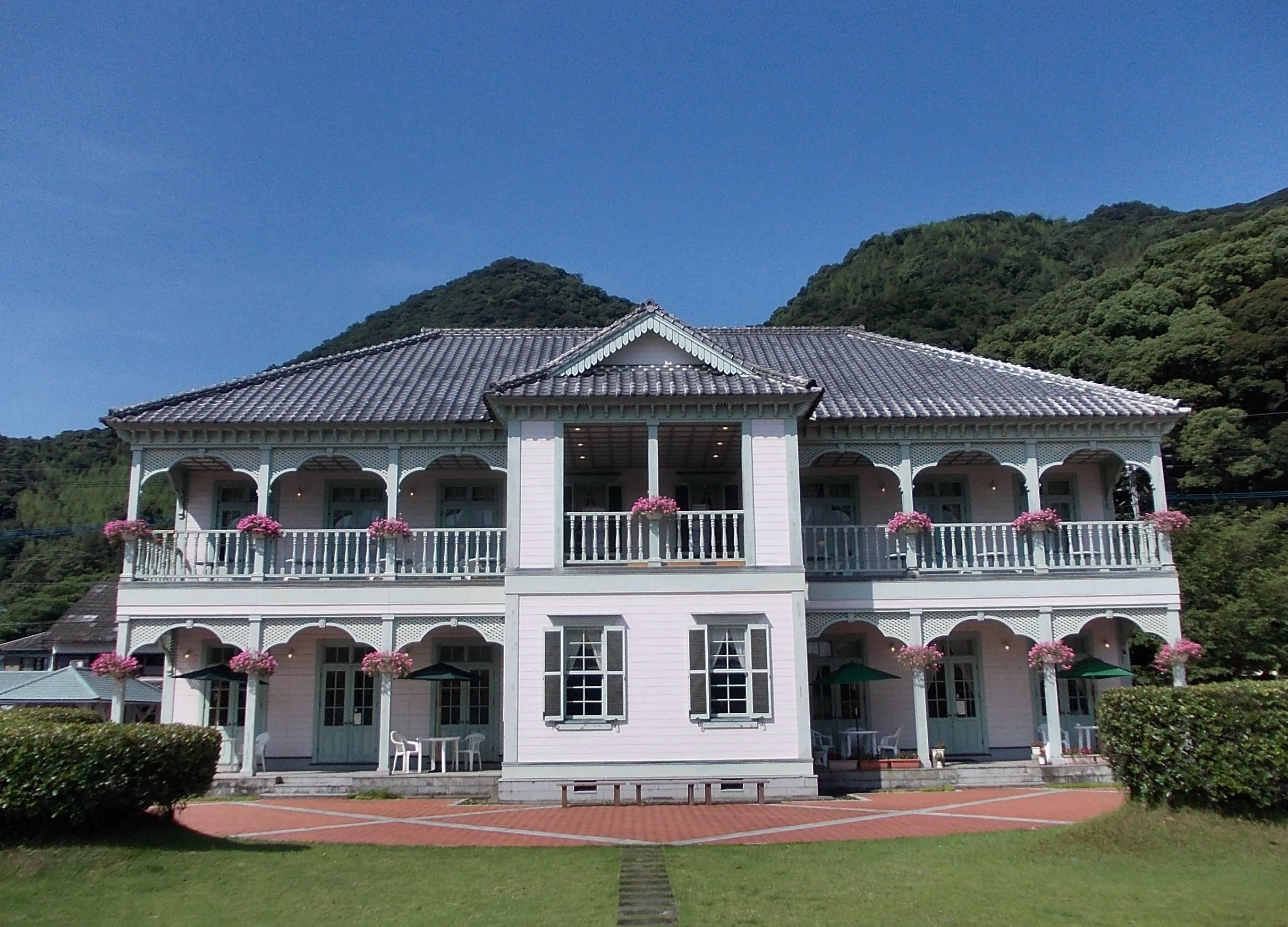
浦島屋
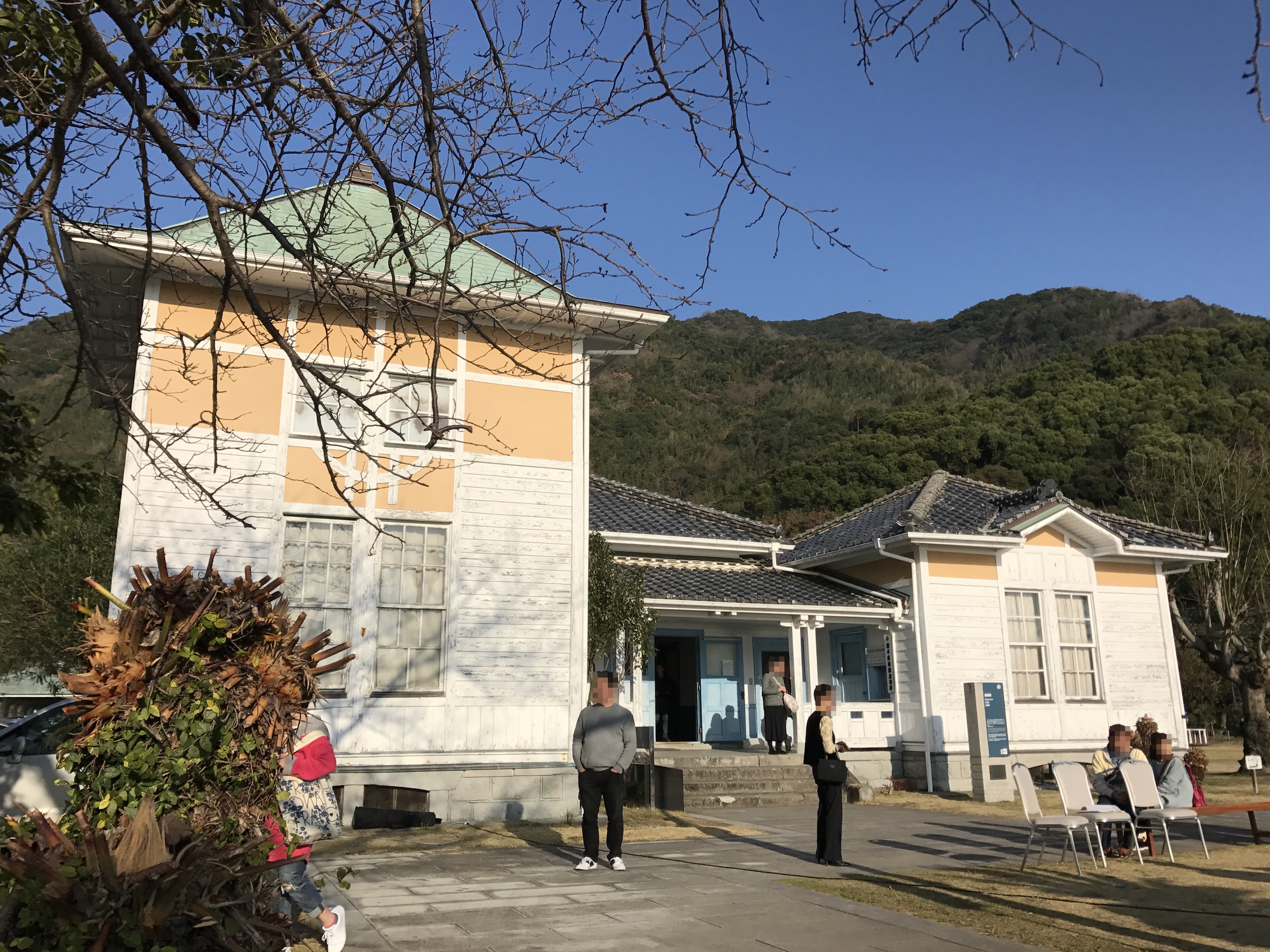
龍驤館（りゅうじょうかん）（2017年1月）
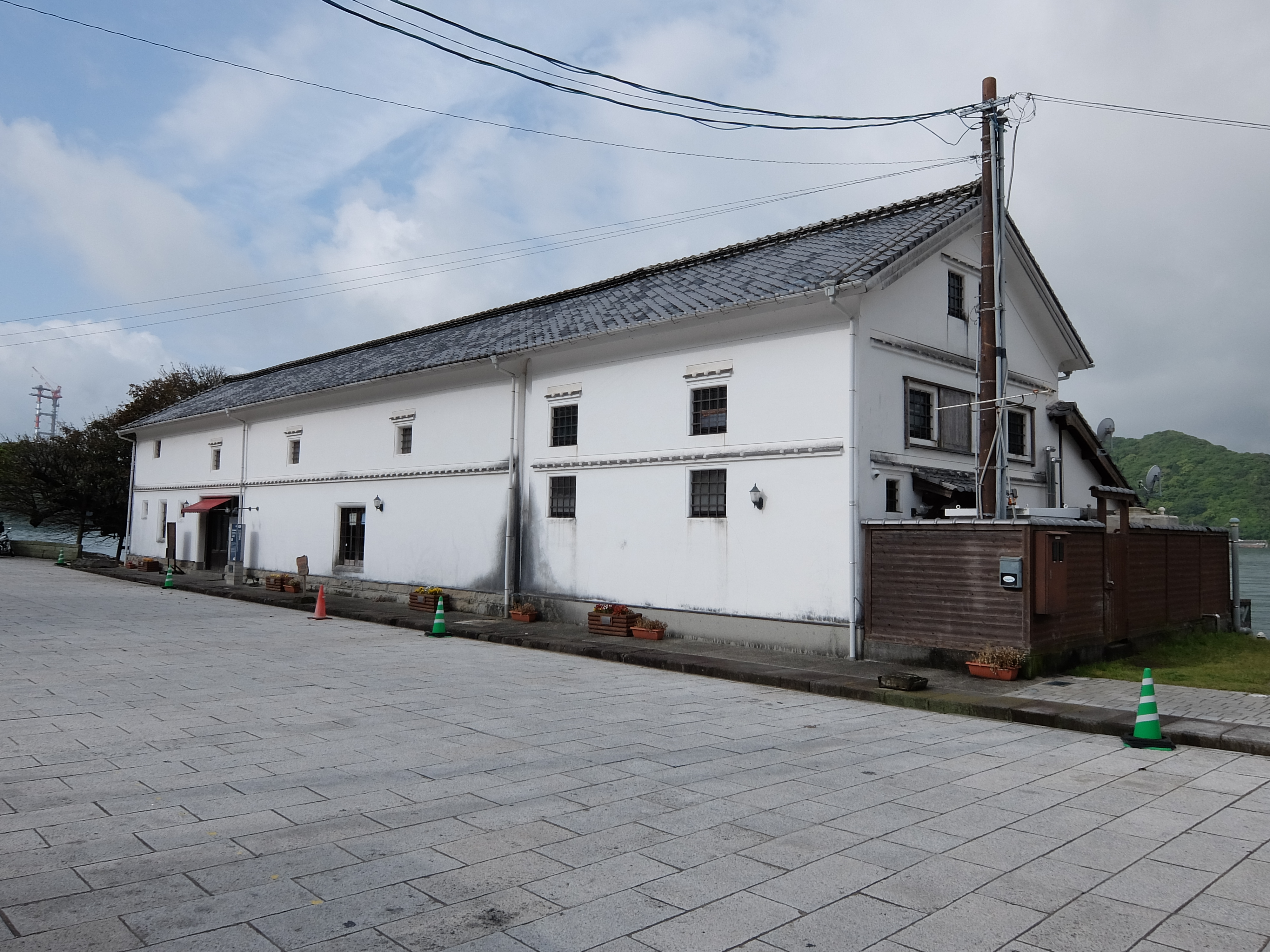
三角築港記念館（2015年5月）
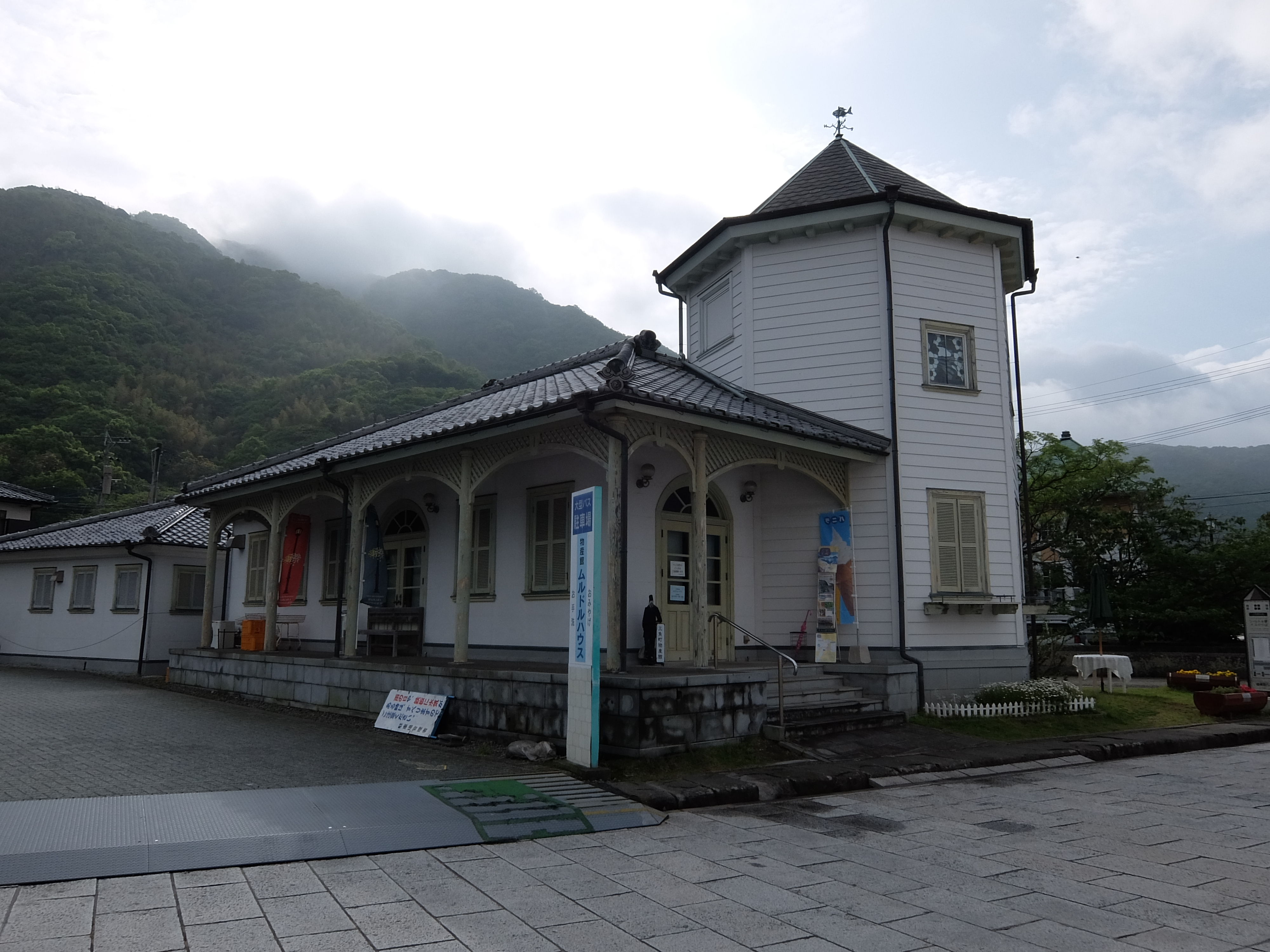
ムルドルハウス（2015年5月）

東港
フェリーターミナル正面にはJR三角線三角駅がある。かつては駅から更に西側へ貨物線が伸びていた。
周辺には三角の中心市街地が広がっている。
フェリーターミナルビルから延びる通路上屋 [三角港キャノピー]が、2016年第11回日本構造デザイン賞、2017年度グッドデザイン賞ベスト100受賞。
- 海のピラミッド（三角港フェリーターミナルビル） - くまもとアートポリス参加施設
- 三角フィッシャーマンズワーフ　ラ・ガール
- 熊本県漁業取締事務所
- 長崎税関三角出張所
- 熊本海上保安部

## 文化財
重要文化財
- 三角旧港（三角西港）施設
  - 埠頭
  - 東排水路
  - 西排水路
  - 西端排水路
  - 後方水路
  - 一之橋
  - 二之橋
  - 三之橋
  - 中之橋

## 航路

### 現在運行中の航路
天草宝島ライン（シークルーズ）
- 本渡港 (天草市) - 前島（上天草市松島町） - 三角港　57分（本渡 - 前島35分、前島 - 三角17分）

山畑運輸 高速船
棚底 - 池浦 - 与一浦 - 横浦 - 御所浦 - 嵐口 - 小屋河内 - 樋島 - 高戸 - 三角

### 廃止された航路
- 島原港
  - 三角島原フェリー（2006年8月29日をもって廃止）
- 湯島港
  - 湯島商船 フェリー（湯島～三角航路廃止）　※湯島～江樋戸は運航中

## 交通

### 東港
- JR九州三角線 三角駅下車目の前。
- 九州自動車道松橋インターチェンジより27㎞。

### 西港
- 三角駅向かいの産交バス三角営業所より九州産交バス宇土ゆきもしくは小田良ゆき、西港経由さんぱーるゆきなどに乗車し「三角西港前」下車すぐ。
- 熊本桜町バスターミナルもしくは熊本駅、あるいは網田駅より九州産交バスあまくさ号に乗車し「三角西港前」下車すぐ。
- 九州自動車道松橋インターチェンジより29.5㎞。